# Kujawsko-Pomorska Organizacja Turystyczna
Kujawsko-Pomorska Organizacja Turystyczna – organizacja koordynująca i współpracująca z lokalną branżą turystyczną oraz samorządem terytorialnym w zakresie promocji turystyki w województwie kujawsko-pomorskim. Działa na podstawie ustawy Prawo o Stowarzyszeniach oraz ustawy Polskiej Organizacji Turystycznej. Jako przedostatnia w Polsce, została zarejestrowana 18 stycznia 2006 roku. Biuro K-POT swoją siedzibę ma w Urzędzie Marszałkowskim w Toruniu.
Będąca stowarzyszeniem jednostek samorządu terytorialnego oraz podmiotów gospodarczych działających na rynku turystycznym, ma na celu kreowanie i upowszechnianie pozytywnego wizerunku województwa o różnorodnej ofercie wypoczynkowo-kulturalnej, atrakcyjnej i przyjaznej dla turystów, z dogodną dostępnością komunikacyjną. Celem działań K-POT poza promocją regionu jest tworzenie pozytywnego wizerunku Pomorza i Kujaw jako krainy wartej odwiedzenia, regionu atrakcyjnego i przyjaznego turystom, a także zwiększenie liczby turystów przyjeżdżających. K-POT skupia, województwo, miasta, powiaty, Lokalne Organizacje Turystyczne, Stowarzyszenia oraz instytucje Kujaw i Pomorza. Wszelkie prawa i obowiązki członków K-POT określa Statut.